# 科賓·本森
科賓·本森（Corbin Dean Bernsen，1954年9月7日—）是美國的一位演員和導演，他最著名的作品是NBC電視劇洛城法網。